# Brdarowe Grapy

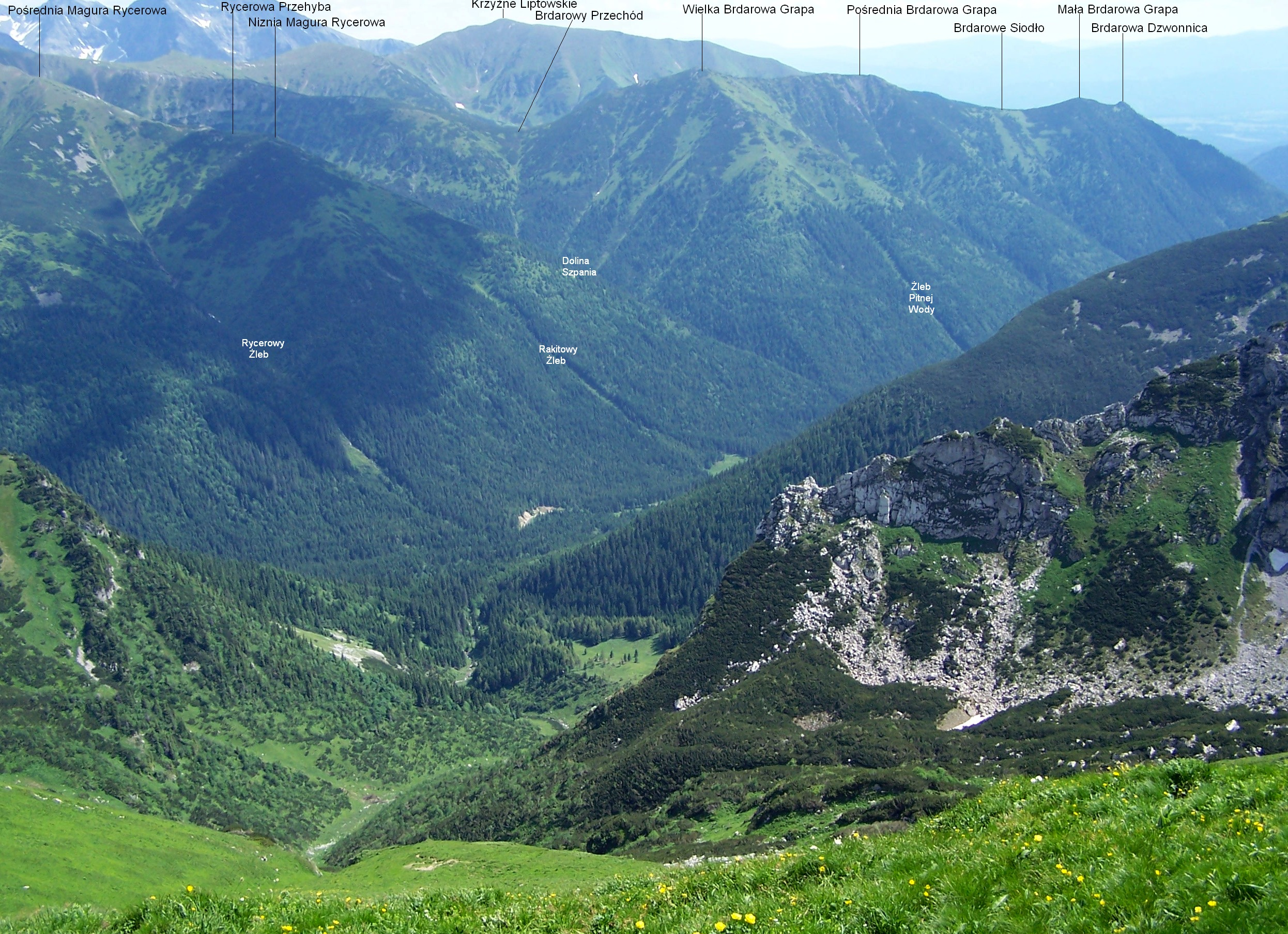
Dolina Cicha i Brdarowe Grapy

Brdarowe Grapy (słow. Brdárove grapy) – boczna grań w zachodniej grani Wielkiej Kopy Koprowej (Veľká kopa), w słowackich Tatrach. Odchodzi ona od głównego pasma Liptowskich Kop (Liptovské kopy) w pobliżu Turkowej Przełęczy (Turkovo sedlo, 1947 m). Grań oddziela dolinę Koprowicę (Kôprovnica) od Doliny Szpaniej (Špania dolina) i Doliny Cichej Liptowskiej (Tichá dolina). Najwyższym szczytem Brdarowych Grap jest Wielka Brdarowa Grapa (Veľká brdárova grapa, 1860 m). Łączy ją z głównym grzbietem Kop Liptowskich grań odchodząca od szczytu w kierunku wschodnim. Najniższe obniżenie w tej grani to szerokie siodło Brdarowego Przechodu (Brdárov priechod, 1701 m).
W Wielkiej Brdarowej Grapie grań skręca w kierunku południowo-zachodnim i kulminuje jeszcze w Pośredniej Brdarowej Grapie (Malá brdárova grapa, 1822 m), Małej Brdarowej Grapie (Brdárova zvonica, 1722 m) i Brdarowej Dzwonnicy (1701 m). Od szczytów Brdarowych Grap odchodzą krótkie, trawiaste grzędy: od Wielkiej i Małej Brdarowej Grapy – w kierunku północno-zachodnim, a od Brdarowej Dzwonnicy w kierunku zachodnim. Grzędy schodzą do Doliny Cichej.
Przez polskich geografów Brdarowe Grapy zaliczane są do Tatr Wysokich, przez część słowackich do Tatr Zachodnich. Dawniej wraz z całymi Kopami Liptowskimi były wypasane. Od 1948 r. stanowią niedostępny dla turystów obszar ochrony ścisłej TANAP-u. Ich trawiaste partie stopniowo zarastają lasem i kosodrzewiną.

## Nazewnictwo
Istnieją dwie wersje nazewnictwa szczytów Brdarowych Grap. Wcześniejsza wyróżnia jedynie trzy obiekty: Wielką i Małą Brdarową Grapę oraz Brdarową Dzwonnicę. Jest ona stosowana w literaturze słowackiej oraz części źródeł polskich (m.in. w Wielkiej Encyklopedii Tatrzańskiej Paryskich). Zgodnie z tą wersją, nazwą Mała Brdarowa Grapa określa się kulminację o wysokości 1822 m, a jako Brdarowa Dzwonnica – tę o wysokości 1722 m.
Nowsze nazewnictwo, zastosowane w Atlasie Satelitarnym Tatr oraz w szczegółowym przewodniku Władysława Cywińskiego, zmienia określenie szczytu 1822 m na Pośrednią Brdarową Grapę, przesuwając jednocześnie nazwę Mała Brdarowa Grapa na wzniesienie 1722 m, a Brdarową Dzwonnicę – na dotychczas bezimienną, pierwszą od strony Doliny Cichej, kulminację o wysokości 1701 m.